# Donja Podgora
Donja Podgora is een plaats in de gemeente Donja Stubica in de Kroatische provincie Krapina-Zagorje. De plaats telt 403 inwoners (2001).